# Rosas en mi almohada
Rosas en mi almohada è un brano musicale della cantante messicana María José, pubblicato il 27 gennaio 2020 come singolo promozionale dal album dal vivo Conexión.
Il singolo ha visto la collaborazione del gruppo musicale statunitense Ha*Ash.

## Video musicale
Il video è stato girato sotto forma di esibizione dal vivo dall'album Conexión (2019). È stato pubblicato su YouTube il 6 giugno 2019.

## Tracce
Download digitale
1. Rosas en mi almohada – 3:25 (Ashley Grace, Hanna Nicole, Kany García)

## Classifiche
| Classifica (2020) | Posizione massima |
| ----------------- | ----------------- |
| Messico           | 3                 |